# Elecciones legislativas de Argentina de 1906
Las elecciones legislativas de Argentina de 1906 se realizaron el 11 de marzo del mencionado año para renovar la mitad de la Cámara de Diputados, cámara baja del Congreso de la Nación Argentina.

## Bancas a elegir
| Provincia           | Bancas | A elegir |
| ------------------- | ------ | -------- |
| Buenos Aires        | 28     | 13       |
| Capital Federal     | 20     | 9        |
| Catamarca           | 3      | 2        |
| Córdoba             | 11     | 3        |
| Corrientes          | 7      | 4        |
| Entre Ríos          | 9      | 8        |
| Jujuy               | 2      | 1        |
| La Rioja            | 2      | 1        |
| Mendoza             | 4      | 3        |
| Salta               | 4      | 2        |
| San Juan            | 3      | 1        |
| San Luis            | 3      | —        |
| Santa Fe            | 12     | 6        |
| Santiago del Estero | 5      | 2        |
| Tucumán             | 7      | 5        |
| Total               | 120    | 60       |

## Resultados por provincia
| Provincia           | Candidato                      | Votos     |
| ------------------- | ------------------------------ | --------- |
| Buenos Aires        | José Fonrouge                  | Sin datos |
| Buenos Aires        | Ricardo Guido Lavalle          | Sin datos |
| Buenos Aires        | Juan Manuel Ortiz de Rosas     | Sin datos |
| Buenos Aires        | Juan Antonio Argerich Elizalde | Sin datos |
| Buenos Aires        | Manuel J. Campos               | Sin datos |
| Buenos Aires        | Manuel González Bonorino       | Sin datos |
| Buenos Aires        | Manuel B. Gonnet               | Sin datos |
| Buenos Aires        | Horacio C. Varela              | Sin datos |
| Buenos Aires        | Luis M. Doyhenard              | Sin datos |
| Buenos Aires        | Luis García                    | Sin datos |
| Buenos Aires        | Mateo Ruiz Díaz                | Sin datos |
| Buenos Aires        | Ezequiel de la Serna           | Sin datos |
| Buenos Aires        | Cecilio López                  | Sin datos |
| Capital Federal     | Roque Sáenz Peña               | 18.702    |
| Capital Federal     | Luis María Drago               | 18.694    |
| Capital Federal     | Emilio Mitre                   | 18.674    |
| Capital Federal     | Carlos Pellegrini              | 18.629    |
| Capital Federal     | Rómulo S. Naón                 | 18.601    |
| Capital Federal     | Santiago Gregorio O'Farrell    | 18.592    |
| Capital Federal     | Ernesto Tornquist              | 18.573    |
| Capital Federal     | Juan Balestra                  | 18.562    |
| Capital Federal     | Antonio F. Piñero              | 18.478    |
| Capital Federal     | Alfredo Demarchi               | 10.558    |
| Capital Federal     | Emilio Gouchón                 | 10.543    |
| Capital Federal     | Enrique García Mérou           | 10.540    |
| Capital Federal     | Miguel Piñero Sorondo          | 10.524    |
| Capital Federal     | Arturo Z. Paz                  | 10.504    |
| Capital Federal     | Manuel S. Aguirre              | 10.498    |
| Capital Federal     | Antonio Montes                 | 10.478    |
| Capital Federal     | Antonio Martínez Rufino        | 10.471    |
| Capital Federal     | Antonio L. Gil                 | 10.389    |
| Capital Federal     | Nicolás Repetto                | 1.719     |
| Capital Federal     | Enrique del Valle Iberlucea    | 1.680     |
| Capital Federal     | Enrique Dickmann               | 1.667     |
| Capital Federal     | Francisco Cúneo                | 1.659     |
| Capital Federal     | Julio A. Arraga                | 1.653     |
| Capital Federal     | Antonio Zaccagnini             | 1.641     |
| Capital Federal     | Aquiles S. Lorenzo             | 1.641     |
| Capital Federal     | Luis Bernard                   | 1.639     |
| Capital Federal     | Gregorio R. Pinto (PS)         | 1.638     |
| Catamarca           | Juan José Ibáñez               | 4.616     |
| Catamarca           | Javier Castro                  | 4.616     |
| Catamarca           | Ángel V. Maza                  | 1         |
| Catamarca           | Víctor Maubecín                | 1         |
| Córdoba             | Jerónimo Del Barco             | 12.236    |
| Córdoba             | Virgilio Moyano                | 12.231    |
| Córdoba             | Ponciano Vivanco               | 12.220    |
| Córdoba             | Gregorio Panier                | 3         |
| Córdoba             | Pablo Cabrera                  | 2         |
| Córdoba             | Elías Moyano                   | 1         |
| Córdoba             | Gregorio R. García             | 1         |
| Córdoba             | Enrique Hota                   | 1         |
| Córdoba             | Benigno Portela                | 1         |
| Córdoba             | Calixto de la Torre            | 1         |
| Córdoba             | Juan M. Garro                  | 1         |
| Córdoba             | Ángel Ferreyra Cortés          | 1         |
| Córdoba             | Carlos Frías                   | 1         |
| Córdoba             | Daniel Panier                  | 1         |
| Córdoba             | Manuel Peña                    | 1         |
| Córdoba             | José del Viso                  | 1         |
| Córdoba             | José G. Obregón                | 1         |
| Córdoba             | Ernesto del Campillo           | 1         |
| Córdoba             | Nicolás M. Berrotarán          | 1         |
| Córdoba             | Román J. de Olmos              | 1         |
| Córdoba             | Justino César                  | 1         |
| Córdoba             | Juan C. Pinto                  | 1         |
| Córdoba             | Alejandro Centeno              | 1         |
| Córdoba             | José M. Saravia                | 1         |
| Córdoba             | Luis Aníbal Argüello           | 1         |
| Corrientes          | Pedro R. Fernández             | 11.078    |
| Corrientes          | Adolfo Contte                  | 11.078    |
| Corrientes          | Benigno Martínez               | 11.078    |
| Corrientes          | Federico L. Garrido            | 11.077    |
| Corrientes          | Ramón Díaz de Vivar            | 1         |
| Corrientes          | José Miguel Guastavino         | 1         |
| Corrientes          | Eugenio E. Breard              | 1         |
| Corrientes          | Ernesto E. Ezquer              | 1         |
| Corrientes          | Ángel S. Blanco                | 1         |
| Entre Ríos          | Alejandro Carbó                | 8.765     |
| Entre Ríos          | Luis Leguizamón                | 8.763     |
| Entre Ríos          | Alberto Méndez Casariego       | 8.762     |
| Entre Ríos          | Leónidas Zavalla               | 8.761     |
| Entre Ríos          | Faustino Miguel Parera         | 8.760     |
| Entre Ríos          | Mariano E. López               | 8.759     |
| Entre Ríos          | Adolfo Mugica (padre)          | 8.758     |
| Entre Ríos          | Juan Antonio González Calderón | 8.756     |
| Entre Ríos          | Rodolfo Núñez                  | 35        |
| Entre Ríos          | Emerio R. Tenreyro             | 7         |
| Entre Ríos          | Osvaldo Magnasco               | 4         |
| Entre Ríos          | Pedro J. Coronado              | 3         |
| Entre Ríos          | Carmelo F. Crespo              | 2         |
| Entre Ríos          | José Lino Churruarín           | 2         |
| Entre Ríos          | Benito G. Cook                 | 2         |
| Entre Ríos          | José B. Zubiano                | 2         |
| Entre Ríos          | Francisco A. Barroetaveña      | 2         |
| Entre Ríos          | Juan J. Millan                 | 2         |
| Entre Ríos          | Miguel Laurencena              | 1         |
| Entre Ríos          | Martín Ruiz Moreno             | 1         |
| Entre Ríos          | Enrique Berduc                 | 1         |
| Entre Ríos          | Eduardo G. Sobral              | 1         |
| Entre Ríos          | Leopoldo Herrera               | 1         |
| Entre Ríos          | Antonio Medina                 | 1         |
| Entre Ríos          | Ramón A. Parera                | 1         |
| Entre Ríos          | Pascual Barnechea              | 1         |
| Entre Ríos          | Francisco Ferreyra             | 1         |
| Entre Ríos          | Leopoldo Melo                  | 1         |
| Entre Ríos          | Juan J. Franco                 | 1         |
| Entre Ríos          | Bernabé Parodi                 | 1         |
| Jujuy               | Alberto Zabala                 | 4.543     |
| Jujuy               | Pedro J. Bertrés               | 1         |
| Jujuy               | Exequiel Goyechea              | 1         |
| La Rioja            | Nicolás González               | 3.597     |
| Mendoza             | Julián Barraquero              | 4.476     |
| Mendoza             | Alfredo Amaya                  | 4.359     |
| Mendoza             | Pedro A. Guevara               | 4.292     |
| Mendoza             | Pedro Lobos Amigorena          | 2.455     |
| Mendoza             | Adolfo Calle                   | 2.427     |
| Mendoza             | Germán Puebla                  | 2.325     |
| Mendoza             | Jorge Céspedes                 | 24        |
| Mendoza             | Lucio Funes                    | 8         |
| Mendoza             | Alberto Day                    | 2         |
| Mendoza             | Ramón Videla (h)               | 2         |
| Mendoza             | Juan E. Serú                   | 2         |
| Mendoza             | A. Araujo                      | 1         |
| Mendoza             | G. Vargas                      | 1         |
| Mendoza             | M. Bermejo                     | 1         |
| Mendoza             | O. Marenco                     | 1         |
| Mendoza             | T. Baca                        | 1         |
| Mendoza             | S. Reta                        | 1         |
| Mendoza             | R. B. Videla                   | 1         |
| Mendoza             | Carlos Galigniana Segura       | 1         |
| Mendoza             | Ricardo Balmaceda              | 1         |
| Mendoza             | Pedro Julián Ortiz             | 1         |
| Mendoza             | Severo G. del Castillo         | 1         |
| Salta               | Ignacio Ortiz                  | 7.777     |
| Salta               | Abraham Cornejo                | 7.776     |
| Salta               | José Saravia                   | 1         |
| Salta               | Delfín Leguizamón              | 1         |
| Salta               | Santiago M. López              | 1         |
| Salta               | Mariano Peralta                | 1         |
| San Juan            | Aureliano Gijena               | 4.380     |
| San Juan            | Ignacio E. Quiroga             | 2.774     |
| San Juan            | Carlos Sarmiento               | 1         |
| Santa Fe            | Julián V. Pera                 | 14.484    |
| Santa Fe            | Martín Hernández               | 14.479    |
| Santa Fe            | Rodolfo Freyre                 | 14.474    |
| Santa Fe            | Mariano Orzábal                | 14.421    |
| Santa Fe            | Juan Terrosa                   | 14.416    |
| Santa Fe            | Miguel Grandoli                | 14.338    |
| Santiago del Estero | Pedro Segundo Barraza          | 10.460    |
| Santiago del Estero | Francisco Castañeda Vega       | 10.453    |
| Santiago del Estero | Dámaso L. Beltrán              | 1         |
| Santiago del Estero | Andrés Rojas                   | 1         |
| Santiago del Estero | Carlos Villar                  | 1         |
| Santiago del Estero | Mariano Santillán              | 1         |
| Santiago del Estero | Absalón Arias                  | 1         |
| Santiago del Estero | Baltazar Ábalos                | 1         |
| Santiago del Estero | Felipe Figueroa Taboada        | 1         |
| Santiago del Estero | Jaime Vieyra                   | 1         |
| Santiago del Estero | Cornelio Unzaga                | 1         |
| Santiago del Estero | José N. Corvalán               | 1         |
| Santiago del Estero | Pío Montenegro                 | 1         |
| Santiago del Estero | Pedro Olaechea y Alcorta       | 1         |
| Tucumán             | Miguel M. Padilla              | 15.844    |
| Tucumán             | Pedro Ruiz Huidobro            | 15.487    |
| Tucumán             | Julio M. Terán                 | 15.149    |
| Tucumán             | Manuel Van Gelderen            | 14.929    |
| Tucumán             | Neptalí R. Montenegro          | 13.750    |
| Tucumán             | Fernando Viana                 | 2.972     |
| Tucumán             | Pedro Cossio                   | 1.483     |
| Tucumán             | Gaspar Taboada                 | 679       |
| Tucumán             | Luis M. Estévez                | 442       |
| Tucumán             | Francisco J. Álvarez           | 441       |
| Tucumán             | Leandro J. Aráoz               | 301       |
| Tucumán             | Julio López Mañán              | 83        |

1. ↑  Falleció el 15 de diciembre de 1908, no fue reemplazado.
2. ↑  Falleció el 15 de junio de 1908, no fue reemplazado.
3. ↑  Renunció el 17 de agosto de 1906, lo reemplaza Zoilo Cantón en una elección especial el 25 de noviembre de 1906.
4. ↑  Falleció el 25 de mayo de 1909, no fue reemplazado.
5. ↑  Falleció el 17 de julio de 1906, lo reemplaza Carlos Carlés en una elección especial el 25 de noviembre de 1906.
6. ↑  Renunció el 25 de junio de 1908, lo reemplaza Pedro G. Méndez en una elección especial el 18 de octubre de 1908.
7. ↑  Falleció el 16 de junio de 1908, lo reemplaza José Ignacio Llobet en una elección especial el 18 de octubre de 1908.
8. ↑  Renunció el 17 de mayo de 1907, lo reemplaza Luis M. Allende en 1908.
9. ↑  Renunció el 15 de enero de 1907, lo reemplaza Casiano Calderón en una elección especial el 7 de abril de 1907.
10. ↑  Renunció el 15 de enero de 1907, lo reemplaza José María Salvá en una elección especial el 7 de abril de 1907.
11. ↑  Renunció el 15 de enero de 1907, lo reemplaza Carmelo F. Crespo en una elección especial el 7 de abril de 1907.
12. ↑  Falleció el 6 de diciembre de 1907, lo reemplaza Wenceslao Frías en 1908.
13. ↑  Renunció el 6 de marzo de 1907, lo reemplaza Carlos Galigniana Segura en una elección especial el 16 de junio de 1907.

## Elecciones parciales
| Provincia       | Fecha                    | Candidato                   | Votos  |
| --------------- | ------------------------ | --------------------------- | ------ |
| Buenos Aires    | 22 de julio de 1906      | Adolfo Saldías              | 28.203 |
| Buenos Aires    | 22 de julio de 1906      | Marcelino Ugarte            | 28.203 |
| Buenos Aires    | 22 de julio de 1906      | Andrónico Castro            | 28.201 |
| Buenos Aires    | 22 de julio de 1906      | Bartolo Maratollo           | 3      |
| Buenos Aires    | 22 de julio de 1906      | Fernando Godoy              | 3      |
| Buenos Aires    | 22 de julio de 1906      | Pedro Darreu                | 3      |
| Buenos Aires    | 22 de julio de 1906      | José María Vega             | 1      |
| Buenos Aires    | 22 de julio de 1906      | Julio M. Fazio              | 1      |
| Capital Federal | 25 de noviembre de 1906  | Carlos Carlés               | 8.529  |
| Capital Federal | 25 de noviembre de 1906  | Zoilo Cantón                | 7.734  |
| Capital Federal | 25 de noviembre de 1906  | Enrique del Valle Iberlucea | 3.702  |
| Capital Federal | 25 de noviembre de 1906  | Gregorio R. Pinto           | 3.329  |
| Capital Federal | 25 de noviembre de 1906  | José Matías Zapiola         | 2.108  |
| Córdoba         | 9 de diciembre de 1906   | Juan Carlos Pitt            | 8.973  |
| Córdoba         | 9 de diciembre de 1906   | Tristán Fernández           | 1      |
| Corrientes      | 21 de septiembre de 1906 | Ramón Díaz de Vivar         | 7.795  |
| Corrientes      | 21 de septiembre de 1906 | Dr. Goitía                  | 1      |
| Entre Ríos      | 7 de abril de 1907       | Carmelo F. Crespo           | 9.166  |
| Entre Ríos      | 7 de abril de 1907       | José María Salvá            | 9.165  |
| Entre Ríos      | 7 de abril de 1907       | Casiano Calderón            | 9.148  |
| Entre Ríos      | 7 de abril de 1907       | Romeo Bardó                 | 10     |
| Entre Ríos      | 7 de abril de 1907       | Emerio R. Tenreyro          | 6      |
| Entre Ríos      | 7 de abril de 1907       | Osvaldo Magnasco            | 5      |
| Entre Ríos      | 7 de abril de 1907       | Martín Ruiz Moreno          | 3      |
| Entre Ríos      | 7 de abril de 1907       | Samuel Parera Denis         | 3      |
| Entre Ríos      | 7 de abril de 1907       | Ramón A. Parera             | 2      |
| Entre Ríos      | 7 de abril de 1907       | Benito G. Cook              | 2      |
| Entre Ríos      | 7 de abril de 1907       | Juan J. Millan              | 2      |
| Entre Ríos      | 7 de abril de 1907       | Miguel Laurencena           | 1      |
| Entre Ríos      | 7 de abril de 1907       | Federico Marin              | 1      |
| Entre Ríos      | 7 de abril de 1907       | Pedro J. Coronado           | 1      |
| Entre Ríos      | 7 de abril de 1907       | Santiago Arteaga            | 1      |
| Entre Ríos      | 7 de abril de 1907       | Luis Leguizamón             | 1      |
| Entre Ríos      | 7 de abril de 1907       | Benito E. Pérez             | 1      |
| Mendoza         | 16 de junio de 1907      | Carlos Galigniana Segura    | 3.973  |
| Mendoza         | 16 de junio de 1907      | Lucio Funes                 | 2      |
| Mendoza         | 16 de junio de 1907      | Alberto A. Day              | 1      |
| Mendoza         | 16 de junio de 1907      | Alberto Civit               | 1      |
| San Juan        | 30 de septiembre de 1906 | Juan Barrera Cordón         | 3.644  |
| San Juan        | 30 de septiembre de 1906 | Manuel Basualdo             | 12     |
| San Juan        | 30 de septiembre de 1906 | Carlos Conforti             | 4      |
| San Juan        | 30 de septiembre de 1906 | Jacinto Randa               | 1      |
| San Juan        | 30 de septiembre de 1906 | Ignacio E. Quiroga          | 1      |
| San Juan        | 30 de septiembre de 1906 | Santiago Robles             | 1      |
| Santa Fe        | 5 de agosto de 1906      | Santiago Pinasco            | 12.390 |

1. ↑  Electo para completar el mandato de Ignacio Darío Irigoyen (1904-1908).
2. ↑  Electo para completar el mandato de Faustino M. Lezica (1904-1908). Marcelino Ugarte renunció el 10 de enero de 1907, no fue reemplazado.
3. ↑  Electo para completar el mandato de Federico Pinedo (padre) (1904-1908).
4. ↑  Electo para completar el mandato de Carlos Pellegrini (1906-1910).
5. ↑  Electo para completar el mandato de Roque Sáenz Peña (1906-1910).
6. ↑  Electo para completar el mandato de Ángel Machado (1904-1908).
7. ↑  Electo para completar el mandato de Manuel Bejarano (1904-1908).
8. ↑  Electo para completar el mandato de Mariano E. López (1906-1910).
9. ↑  Electo para completar el mandato de Faustino Miguel Parera (1906-1910).
10. ↑  Electo para completar el mandato de Luis Leguizamón (1906-1910).
11. ↑  Electo para completar el mandato de Pedro A. Guevara (1906-1910).
12. ↑  Electo para completar el mandato de Alejandro Rodas (1904-1908).
13. ↑  Electo para completar el mandato de Gregorio García Vieyra (1904-1908).